# Gunnar Nordahl
Nils Gunnar Nordahl (ur. 19 października 1921 w Hörnefors, zm. 15 września 1995 w Alghero) – szwedzki piłkarz, który występował na pozycji napastnika.
W latach 1942–1948 reprezentant Szwecji. Złoty medalista Igrzysk Olimpijskich 1948. Po zakończeniu kariery zawodniczej trener piłkarski.

## Kariera klubowa
Nordahl rozpoczynał karierę piłkarską w klubie Degerfors, po czym przeniósł się do IFK Norrköping. Zdobył z tym klubem 4 tytuły mistrzowskie. Wsławił się także zdobyciem 7 goli w jednym ze spotkań. W czasie gry w lidze szwedzkiej Nordahl strzelił 149 goli w 172 spotkaniach.
22 stycznia 1949 został zawodnikiem A.C. Milan. Później dołączyli do niego koledzy z reprezentacji: Gunnar Gren i Nils Liedholm, z którymi stworzył słynne trio napastników Gre-No-Li. W ciągu 8 sezonów w Mediolanie 5 razy zdobywał tytuł króla strzelców ligi włoskiej zdobywając w barwach Milanu 221 goli. Po zakończeniu gry w tym klubie przez 2 sezony występował jeszcze w Romie. Nordahl pozostaje rekordzistą Milanu pod względem strzelonych bramek zarówno we wszystkich rozgrywkach, jak i w Serie A. W tej ostatniej strzelił dla mediolańczyków 210 goli. Ponadto zajmuje trzecią pozycję w klasyfikacji najskuteczniejszych strzelców wszech czasów ligi włoskiej – 225 goli w 291 meczach. Tylko Francesco Totti i Silvio Piola strzelili ich więcej. Do Gunnara Nordahla należał też rekord liczby bramek strzelonych w jednym sezonie Serie A – 35 (sezon 1949/1950).

## Kariera reprezentacyjna
Po raz pierwszy został powołany do narodowej reprezentacji w 1945. W 1948 w drużynie zdobył złoty medal Igrzysk Olimpijskich w Londynie, zdobywając przy okazji tytuł króla strzelców. Jego transfer do Milanu spowodował, że musiał zrezygnować z gry w reprezentacji, w której, w myśl ówczesnych przepisów, mogli grać tylko amatorzy. Ogółem strzelił 44 bramki w 30 meczach co daje wysoką średnią 1.47 gola na mecz.

## Życie prywatne
Jego syn Tomas był członkiem reprezentacji Szwecji na Mistrzostwach Świata w 1970, a bracia Bertil i Knut zdobyli razem z nim mistrzostwo olimpijskie w 1948.

## Sukcesy

### IFK Norrköping
- Mistrzostwo Szwecji: 1944/1945, 1945/1946, 1946/1947, 1947/1948
- Puchar Szwecji: 1945

### AC Milan
- Mistrzostwo Włoch: 1950/1951, 1954/1955
- Puchar Łaciński: 1950/1951, 1955/1956

### Reprezentacyjne
- Mistrzostwo olimpijskie: 1948

### Indywidualne
- Król strzelców igrzysk olimpijskich: 1948
- Król strzelców Serie A: 1949/1950, 1950/1951, 1952/1953, 1953/1954, 1954/1955
- Król strzelców Allsvenskan: 1942/1943, 1944/1945, 1945/1946, 1947/1948

### Wyróżnienia
- Piłkarz roku w Szwecji: 1947